# رشته‌کوه جاواختی
رشته‌کوه جاواختی (به لاتین: Javakheti Range) یک رشته‌کوه در گرجستان و ارمنستان است که در رشته‌کوه قفقاز واقع شده‌است. رشته‌کوه جاواختی ۳٬۱۹۶ متر بالاتر از سطح دریا واقع شده‌است.